# Arsène-Marie-Paul Vauthier
Arsène-Marie-Paul Vauthier, francoski general, * 1885, † 1979.